# Дицхелцтал
Дицхелцтал (њем. Dietzhölztal) општина је у њемачкој савезној држави Хесен. Једно је од 23 општинска средишта округа Лан-Дил. Према процјени из 2010. у општини је живјело 6.027 становника. Посједује регионалну шифру (AGS) 6532005.

## Географски и демографски подаци
Дицхелцтал се налази у савезној држави Хесен у округу Лан-Дил. Општина се налази на надморској висини од 372 метра. Површина општине износи 37,4 km². У самом мјесту је, према процјени из 2010. године, живјело 6.027 становника. Просјечна густина становништва износи 161 становника/km².

## Међународна сарадња
| Мјесто  | Држава | Врста сарадње | Од    |
| ------- | ------ | ------------- | ----- |
| Ишибаши | Јапан  | партнерство   | 1975. |
| Извор   |        |               |       |